# Neanotis rhombicarpa
Neanotis rhombicarpa är en måreväxtart som beskrevs av Takasi Takashi Yamazaki. Neanotis rhombicarpa ingår i släktet Neanotis och familjen måreväxter. Inga underarter finns listade i Catalogue of Life.